# Iégor Zolotarev
Iégor (o Egor) Ivanovitx Zolotarev (1847-1878), rus: Его́р Ива́нович Золотарёв, va ser un matemàtic rus, especialitzat en teoria de l'aproximació.

## Vida i Obra
Zolotarev, fill d'un rellotger, va ingressar a la universitat de Sant Petersburg el 1864, on va estudiar sota Pafnuti Txebixov i Aleksandr Korkin els quals el van influenciar fortament. El 1872 va viatjar a Berlín i Heidelberg on va atendre les classes de Weierstrass i Königsberger, respectivament. El 1876, poc després de defensar la seva tesi doctoral, va ser nomenat professor de la universitat de Sant Petersburg, substituint al difunt Óssip Sómov, i també va fer un viatge a París on va conèixer Hermite.
La seva vida es va estroncar de cop quan el 26 de juny de 1878, en un viatge a la datxa de la seva família, va ser atropellat pel tren a l'estació d'Aleksandrovskaia de la ciutat de Tsàrskoie Seló (actual Pushkin). Traslladat a l'hospital a Sant Petersburg, va morir dotze dies després d'una septicèmia causada per les ferides rebudes.
Zolotarev és recordat per haver treballat, simultàniament amb Dedekind, la teoria de la divisibilitat dels nombres algebraics en camps, tot i que des d'un punt de vista totalment diferent al de Dedekind.